# Uromycladium fusisporum
Uromycladium fusisporum är en svampart som först beskrevs av Cooke & Massee, och fick sitt nu gällande namn av Savile 1971. Uromycladium fusisporum ingår i släktet Uromycladium och familjen Pileolariaceae.   Inga underarter finns listade i Catalogue of Life.